# Axel Borgmann
Axel Borgmann (* 8. Juli 1994 in Mülheim an der Ruhr) ist ein deutscher Fußballspieler. Er wird als Außenverteidiger, als Innenverteidiger, im defensiven Mittelfeld oder auch als Außenmittelfeldspieler eingesetzt. Er steht bei FC Energie Cottbus unter Vertrag. Sein Spitzname lautet Borges.

## Vereinskarriere

### Anfänge
Der gebürtige Mülheimer Borgmann begann 1995 bei TuSpo Saarn mit dem Fußballspielen. In der Saison 2005/06 wechselte er in die Jugendabteilung des MSV Duisburg. Im Sommer 2008 wechselte er in die Jugendabteilung des FC Schalke 04.

### FC Schalke 04
Bei Schalke 04 durchlief er die U-17 und die U-19. 2012 gewann er mit der U-19 die deutsche A-Jugendmeisterschaft. Ab Juli 2013 gehörte er zum Kader der Regionalliga-Mannschaft. Dort kam er auf verschiedenen Positionen in der Defensive zum Einsatz. In der Winterpause 2013 absolvierte Borgmann ein Probetraining beim 1. FC Saarbrücken, allerdings kam es zu keinem Transfer. Insgesamt bestritt er 56 Pflichtspiele für die Schalker, in denen er zwei Tore schoss.

### FC Vaduz
Nachdem er zwei Monate vereinslos gewesen war, unterschrieb Borgmann im September 2015 einen bis zum 30. Juni 2018 gültigen Vertrag beim FC Vaduz. Am 3. Oktober 2015 kam er zu seinem ersten Einsatz in der Super League, als er beim Spiel gegen den FC Thun eingewechselt wurde. Die folgenden drei Ligaspiele bestritt Borgmann über die volle Spielzeit auf der Position im linken Mittelfeld. Auch in den folgenden zwei Spielzeiten gehörte Borgmann zu den Stützen im Team. Für dem FC Vaduz bestritt er insgesamt 96 Pflichtspiele, in denen ihm vier Tore und neun Torvorlagen gelangen.

### VVV Venlo
Anschließend unterschrieb er beim Eredivisie-Verein VVV-Venlo einen Einjahresvertrag mit Option auf ein weiteres Jahr.

### Energie Cottbus
Zur Spielzeit 2019/20 schloss sich Borgmann Energie Cottbus an.

## Titel und Erfolge
FC Vaduz
- Liechtensteiner Cupsieger: 2016, 2017, 2018